# Zbiornik na Oruni
Zbiornik na Oruni este o arie protejată (sit de importanță comunitară — SCI) din Polonia întinsă pe o suprafață de 3,25 ha, integral pe uscat.

## Localizare
Centrul sitului Zbiornik na Oruni este situat la coordonatele 54°19′08″N 18°37′26″E / 54.319°N 18.6239°E.

## Înființare
Situl Zbiornik na Oruni a fost declarat sit de importanță comunitară în ianuarie 2021 pentru a proteja 2 specii de animale.

## Biodiversitate
Situată în ecoregiunea continentală, aria protejată nu include niciun habitat protejat.
La baza desemnării sitului se află mai multe specii protejate de  mamifere (2): liliac de iaz (Myotis dasycneme), liliac comun (Myotis myotis).